# Ctenus transvaalensis
Ctenus transvaalensis là một loài nhện trong họ Ctenidae.
Loài này thuộc chi Ctenus. Ctenus transvaalensis được Pierre L. G. Benoit miêu tả năm 1981.